# Wojkowice
Wojkowice is een stad in het Poolse woiwodschap Silezië, gelegen in de powiat Będziński. De oppervlakte bedraagt 12,77 km², het inwonertal 9531 (2005).

## Verkeer en vervoer

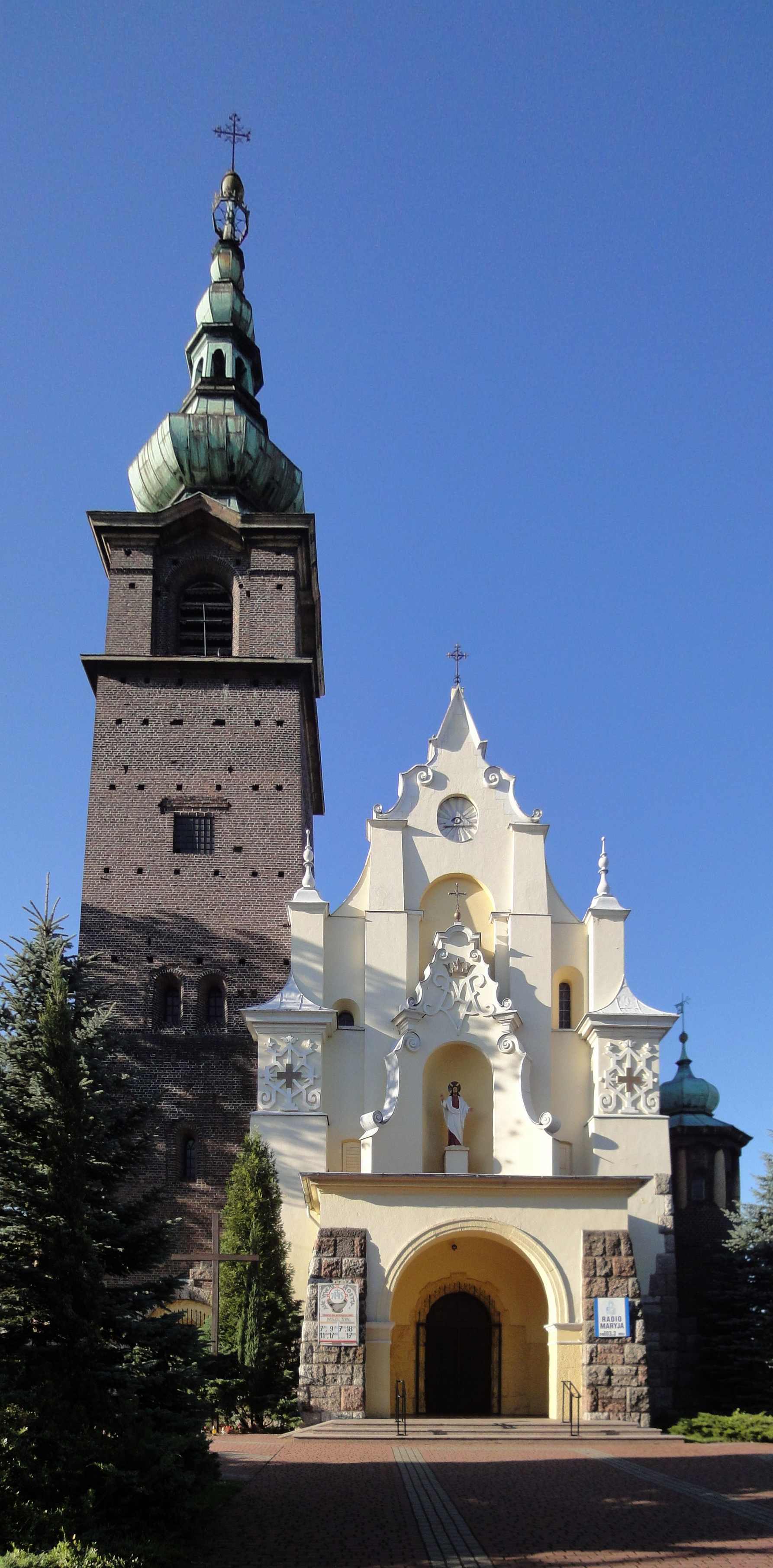

- Station Wojkowice